# کولدیگا
کولدیگا (به آلمانی: Goldingen) شهرکی در لتونی با جمعیت ۱۲٬۹۸۱ نفر است که در Kuldīga municipality واقع شده‌است.